# Изумрудена тангара
Изумрудената тангара (Tangara florida) е вид птица от семейство Тангарови (Thraupidae).

## Разпространение
Видът е разпространен в Еквадор, Колумбия, Коста Рика и Панама.